# Gena Branscombe
Gena Branscombe (ur. 4 listopada 1881 w Picton, zm. 26 lipca 1977 w Nowym Jorku) – kanadyjska kompozytorka i pianistka.

## Życiorys
Studiowała w Chicago Musical College, uczyła się kompozycji u Feliksa Borowskiego i gry na fortepianie u Rudolpha Ganza. Następnie kształciła się u Engelberta Humprerdincka w Berlinie.
5 października 1910 roku poślubiła Johna Fergusona Tenneya w Ontario, przeprowadzili się do Nowego Jorku; mieli cztery córki.
Założyła żeński chór Branscombe Choral w 1934 roku. Pracowała jako dyrygentka chórów, kompozytorka i organizatorka przez przeszło 20 lat, dużo występowała w Nowym Jorku.
Była prezeską Society of American Women Composers w latach 1929–1932.

## Twórczość
Na jej twórczość wpłynęła niemiecka muzyka późnoromantyczna. Komponowała dzieła orkiestralne, muzykę skrzypcową, fortepianową, chóralną. Wybrane utwory:
- Festival Prelude, suita symfoniczna (1914)[1]
- Pilgrims of Destiny, kantata na głosy solowe, chór i orkiestrę (1928)[1]
- The Bells, opera (1945)[1]